# 日照市博物馆
日照市博物馆位于中国山东省日照市东港区烟台路33号，市政府人民广场东南侧，为一座集收藏、研究、社会教育于一体的地区综合性博物馆、国家三级博物馆，隶属于日照市文化局。现馆址主体建筑为四层，局部五层，外观呈等腰三角形。该馆展出文物500余件，基本陈列包括日照龙山文化陈列、海曲汉墓出土文物陈列、日照历史文化名人雕塑陈列、日照对外交流礼品陈列和馆藏文物陈列等，代表性的文物有东海峪遗址出土的蛋壳黑陶高柄杯。 

## 图集

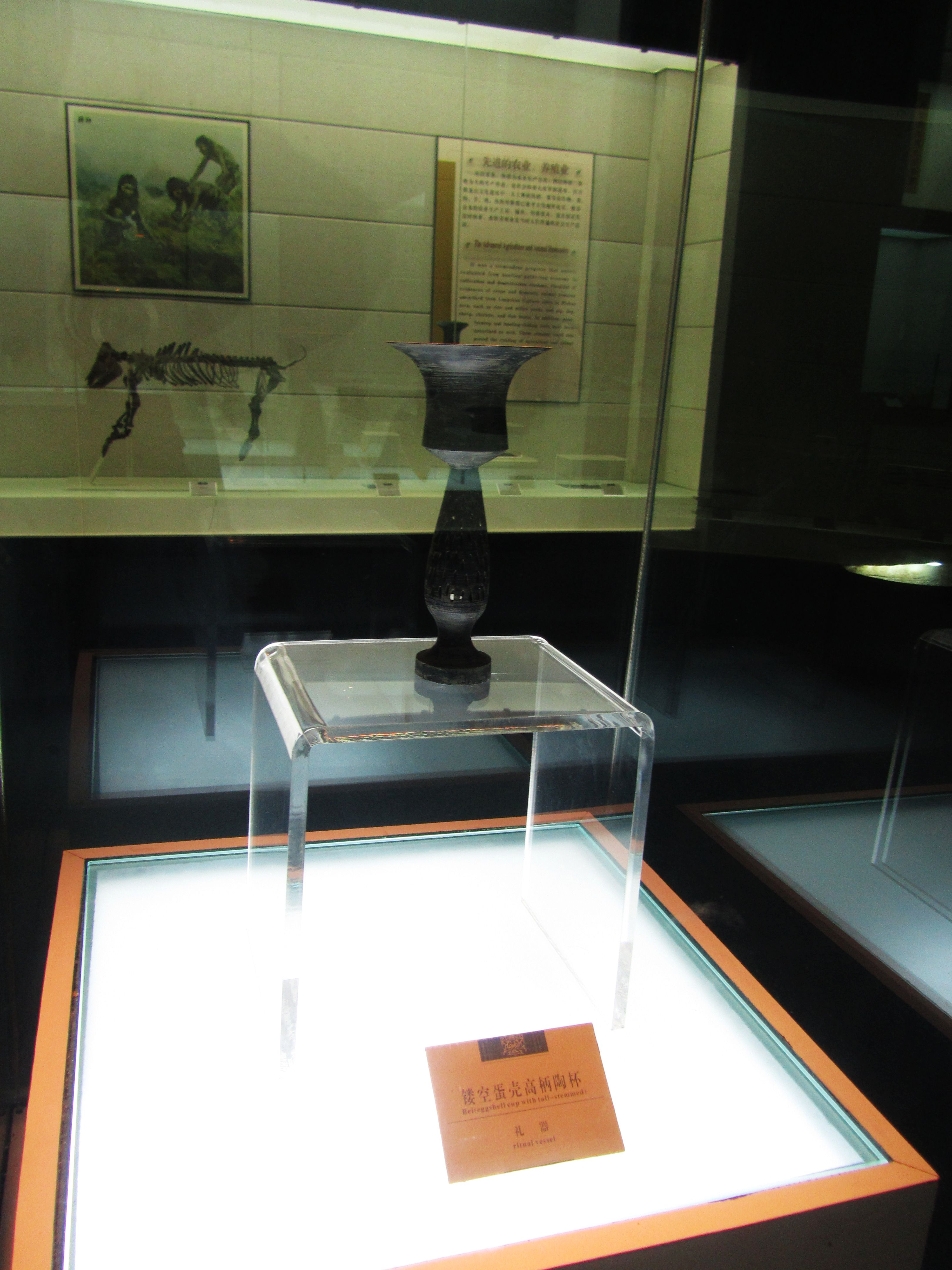
龙山文化镂空蛋壳高柄陶杯
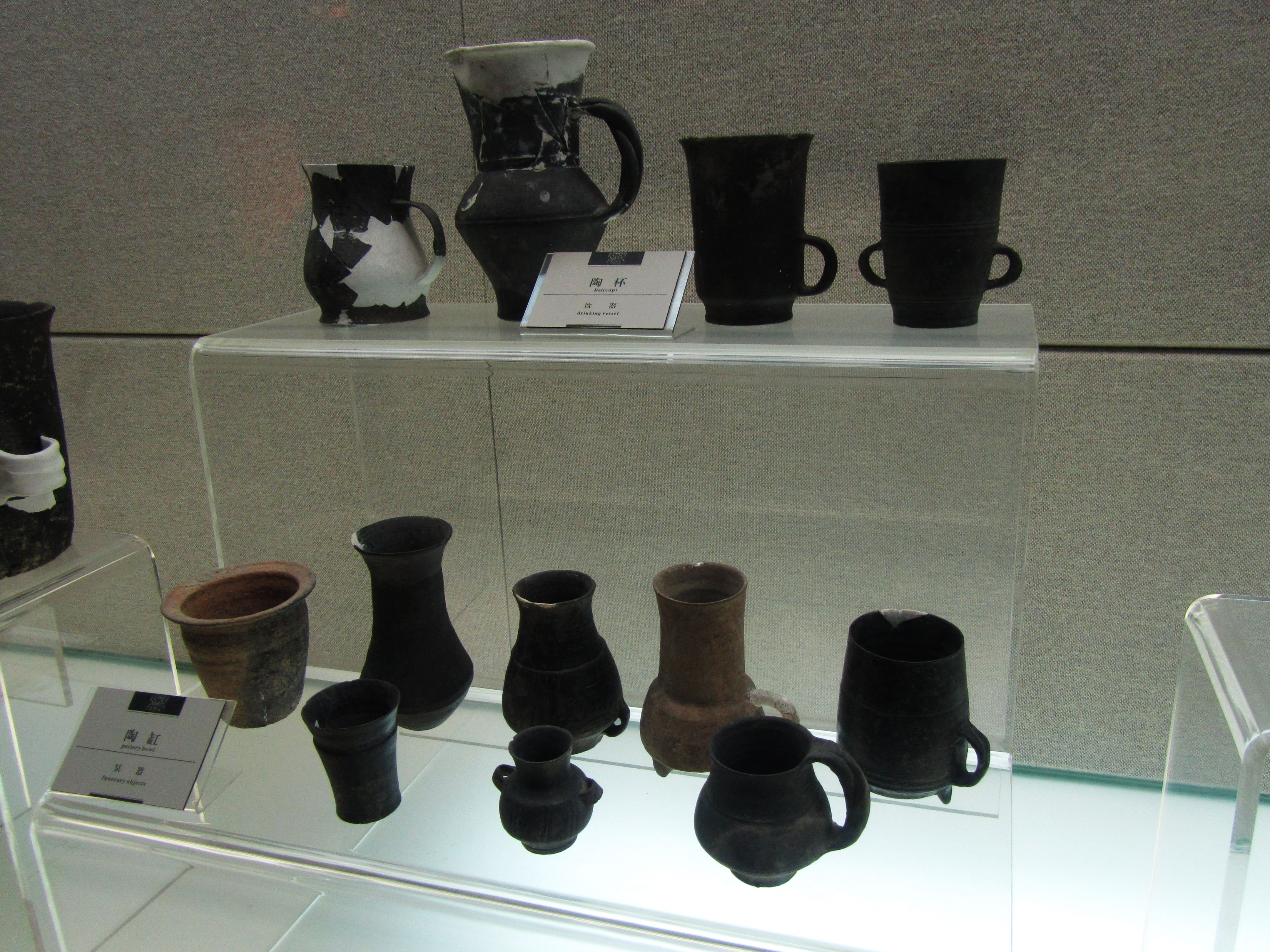
龙山文化陶杯、陶缸
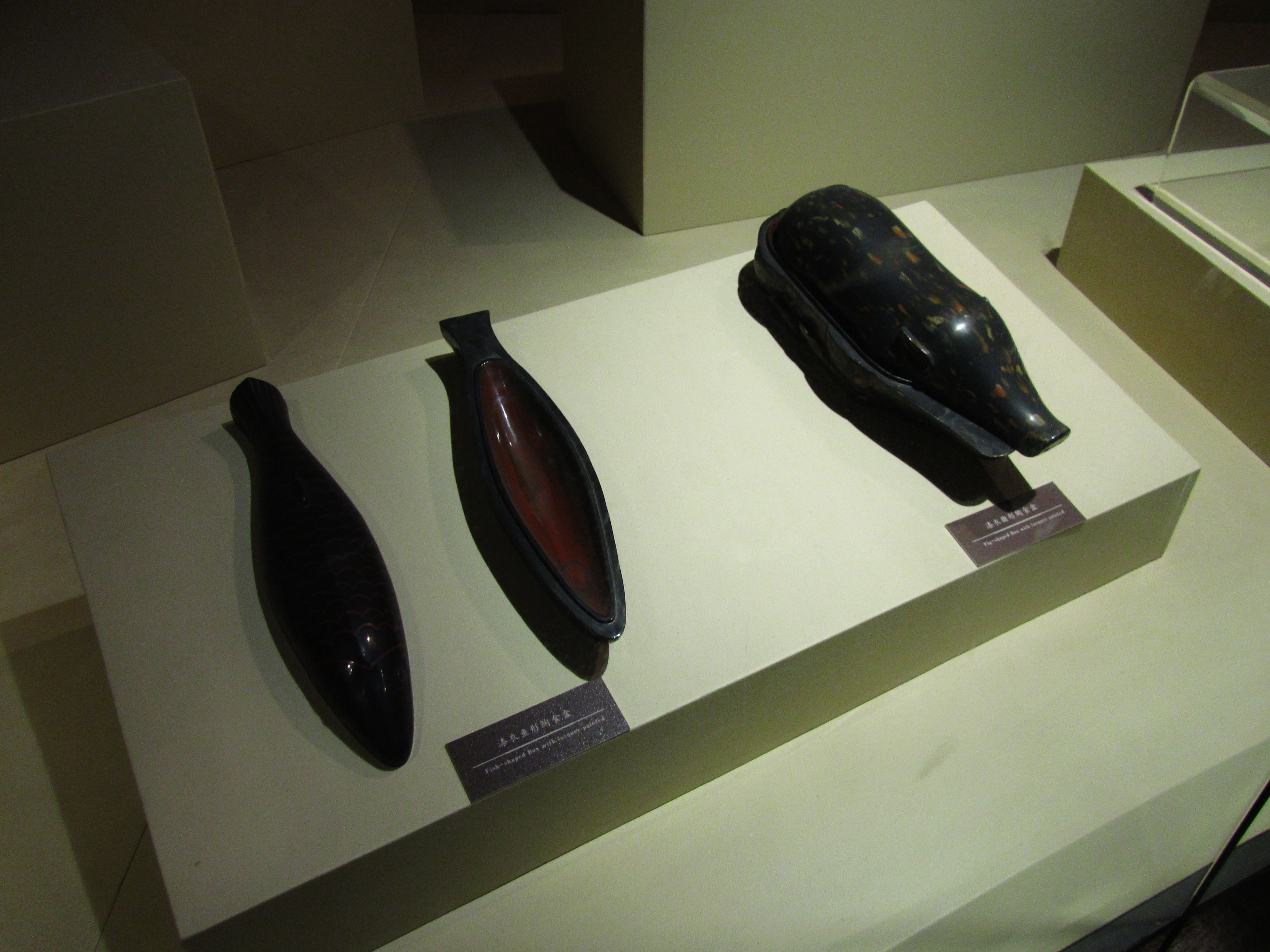
海曲汉墓出土漆衣鱼形、猪形陶食盒
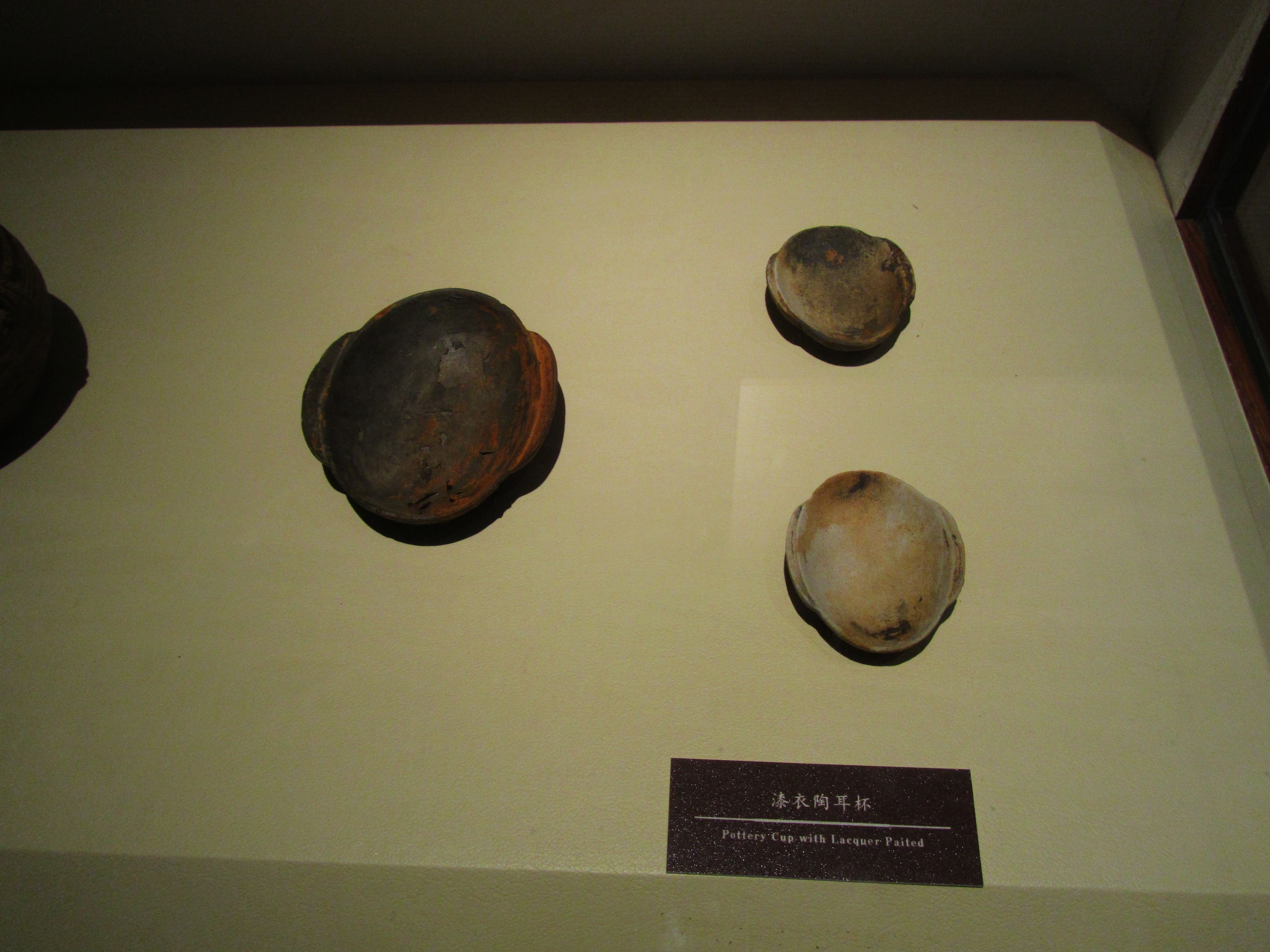
海曲汉墓出土漆衣陶耳杯
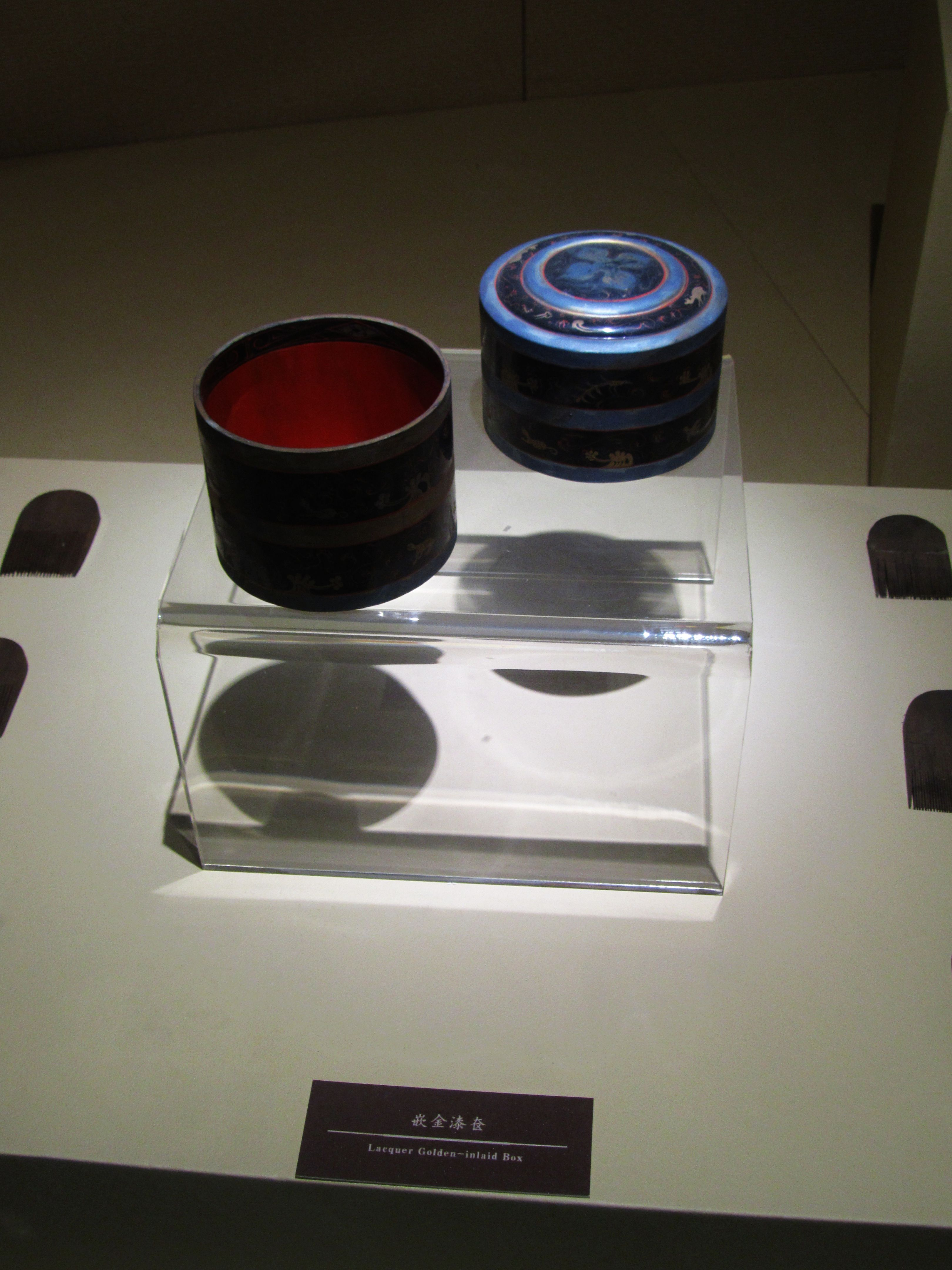
海曲汉墓出土嵌金漆奁